# Арена 2000
УКРК «Арена 2000» (Универсальный культурно-развлекательный комплекс «Арена 2000. Локомотив») — универсальный культурно-спортивный комплекс в городе Ярославле. Открыт в 2001 году. Расположен в жилом районе Нефтестрой, на пересечении улиц Гагарина и Институтской. В комплексе проводятся домашние матчи ХК «Локомотив», концерты и другие мероприятия.
Общая площадь — 33 620 м2. Размеры корта — 60×28 м (площадка "финского" типа). Максимальная вместимость во время хоккейных матчей — 8500 человек, в режиме зрелищных мероприятий (концерт) — 8200 человек. Трансформируется из ледового варианта в концертный за 1,5 дня.

## История
Решение построить в Ярославле новую ледовую арену пришло в 1997 году после того, как местная хоккейная команда «Торпедо» (ныне «Локомотив») впервые стала чемпионом России — возрос интерес горожан к хоккею и имеющегося Дворца спорта стало не хватать. Открытие состоялось 12 октября 2001 года игрой «Локомотива» и тольяттинской «Лады».
Изначально арену планировали возвести к чемпионату мира 2000 года, поскольку в заявке России присутствовали два города-хозяина — Санкт-Петербург и Ярославль. Однако поскольку сроки строительства затягивались, Ярославль был исключён из заявки.
«Арена 2000» — крупнейшая в городе крытая концертная площадка. Здесь выступали такие зарубежные звёзды как «Scorpions», «Deep Purple», «Smokie», «Ottawan», Патрисия Каас, Демис Руссос, Ин-Грид, Тото Кутуньо, «Londonbeat», «Bomfunk MC’s», «30 Seconds to Mars», «C. C. Catch»; и наиболее известные российские исполнители — Надежда Бабкина, Николай Басков, Дима Билан, Елена Ваенга, Олег Газманов, Лариса Долина, Максим, Олег Митяев, Игорь Николаев, Филипп Киркоров, Дима Маликов, Кристина Орбакайте, группы «Тату», «Дискотека Авария», «Звери», «Алиса», «Сплин», «Ногу свело!», «Би-2», «Машина времени», «ДДТ», «Любэ», «Кар-Мэн», «Мамульки Бенд».
Здесь прошли соревнования по боям без правил, Молодёжные Дельфийские игры России, различные ледовые шоу. В сентябрях 2009, 2010 и 2011 годов арена принимала ярославский Мировой политический форум.
7 сентября 2013 года, ко второй годовщине гибели ярославского «Локомотива» в авиакатастрофе, перед спортивным комплексом был открыт мемориал «Хоккейное братство». Авторы памятника — группа архитекторов из Ярославля и Иванова. 37 стальных клюшек сложены таким образом, что под одним углом представляют собой падающую птицу, а под другим — взлетающий самолёт.